# John Dowling Coates
 (juillet 2021).
Le contenu est difficilement compréhensible vu les erreurs de traduction, qui sont peut-être dues à l'utilisation d'un logiciel de traduction automatique.
John Dowling Coates, AC (né le 7 mai 1950 à Sydney) est un juriste et un dirigeant sportif australien, président du Comité olympique australien de 1990 à 2022. 

## Biographie
Né à Sydney, d'un père avocat, Coates est élevé dans la banlieue de Sydney, à Strathfield. Il a fréquenté l'école secondaire des garçons HomeBush. Il était passionné de sports à l'école, membre de l'équipe de cricket de 5e année de l'école en 1963. Il a pris un jour de congé au début de 1964 pour assister au dernier test match de Richie Benaud, et une photo est parue dans le Sydney Morning Herald le lendemain, montrant un jeune Coates rayonnant aux côtés de Benaud alors qu'il quittait le terrain de jeu. N'ayant pas réussi à faire partie de l'équipe senior de cricket de l'école, il s'est mis à l'aviron en 1967, environ trois ans après que l'école ait introduit ce sport en 1964, et a mené l'un des bateaux de l'école à la victoire contre des équipages plus expérimentés d'écoles d'aviron établies lors de plusieurs régates. En 1968, il était capitaine de l'équipe d'aviron de l'école. 
N'ayant pas réussi à s'inscrire à sa première tentative au NSW Higher School Certificate en 1967, Coates redouble l'année 12 en 1968 avec de meilleurs résultats. 
Après avoir quitté l'école, il a étudié à l'Université de Sydney et s'est qualifié en tant que solliciteur.
Coates a été marié deux fois. Son premier mariage était avec l'ancienne rameuse représentative, Pauline Kahl, avec qui il a eu six enfants. Ils sont aujourd'hui divorcés. En octobre 2017, après trois ans de fiançailles, Coates a épousé Orieta Pires, née au Timor-Leste, une coiffeuse et maquilleuse. Le mariage a eu lieu dans un parc de la banlieue de Sydney. 

## Carrière d'administrateur sportif
Après être resté impliqué dans le sport de l'aviron par le biais du Sydney Rowing Club, Coates a été élu en 1978 au poste (aujourd'hui disparu) de secrétaire honoraire de l'Australian Amateur Rowing Council (aujourd'hui Rowing Australia) et est devenu en 1983 président (et à partir de 1984 président). Il a occupé ce poste jusqu'en 1988.  
Coates est présent aux Jeux olympiques d'été depuis plus de 30 ans, ayant été responsable de la section aviron de l'équipe olympique australienne aux Jeux de Montréal (1976), directeur administratif aux Jeux de Moscou (1980), chef de mission adjoint aux Jeux de Los Angeles (1984), et chef de mission aux Jeux de Séoul (1988), Barcelone (1992), Atlanta (1996), Sydney (2000), Athènes (2004) et Pékin (2008). 
En 2016, il a été rapporté que Coates a reçu un salaire de 689 634 dollars australiens en 2015 en tant que président exécutif du Comité olympique australien et qu'il a perçu 7,05 millions de dollars australiens en honoraires de conseil et en allocations entre 2000 et 2016.  

## Candidatures olympiques
Il fait partie d'un certain nombre de candidatures olympiques, dont la soumission des jeux olympiques de Brisbane de 1992, Comité de la stratégie des jeux olympiques de Melbourne, et les candidatures de Sydney 2000 de 1991-1993.
Coates a été vice-président du comité de candidature olympique de Sydney. Il a joué un rôle dans l'organisation et le déroulement des Jeux olympiques de 2000 en Australie.

## Controverse
En 1980, Coates est au cœur de la controverse pour savoir si l'Australie doit boycotter les jeux d'été à Moscou ou non. Il est catégorique que, en tant que l'un des deux pays qui avaient participé à toutes les éditions, l'Australie ne devraient pas s'incliner devant la pression politique pour boycotter, mais devraient en effet envoyer une équipe à Moscou. 
En 1997, John Coates et Michael Egan, l'ancien politicien australien s'est engagé dans un différend sur un prétendu conflit d'intérêts découlant de critiques que John Coates avait tenu en ce qui concerne les taxes de l'hébergement imposées par le gouvernement.
En août 2007, lors d'une émission à Beijing, Broadcaster Alan Jones a formulé des commentaires, sur la base des rapports de service Wire, sur un entretien que John Coates avait donné dans lequel il a été allégué que John Coates avait fait des remarques désobligeantes sur les jeux de Beijing. En octobre 2007, le diffuseur Alan Jones s'est excusé sur Air pour ses commentaires,.
En juillet 2021, John Coates est critiqué pour un échange gênant avec une la femme politique, Annastacia Palaszczuk, devant les caméras de télévision à Tokyo. Après que Brisbane ait été annoncé comme la ville hôte gagnante des Jeux olympiques d'été de 2032, elle a déclaré au Premier ministre être présent à la cérémonie d'ouverture des Jeux olympiques d'été de 2032 alors qu'elle avait précédemment refusé l'invitation à y assister. Le 22 juillet 2021, Coates a défendu l'échange avec Palaszczuk dans une déclaration. Il a déclaré que ses commentaires avaient été « complètement interprétés ».

## Carrière commerciale
Coates est actuellement président de William Inglis & Son Ltd, une société de vente aux enchères de chevaux et de services financiers ; il est membre du conseil consultatif de Grant Samuel, membre du European Australian Business Council et membre du conseil de l'Autorité du parc olympique de Sydney.
Il est ancien vice-président et directeur non exécutif de David Jones Limited et ancien associé du cabinet d'avocats Kemp Strang de Sydney. Il a été directeur des filiales australiennes de Grosvenor Group Limited, une société de développement immobilier détenue par le Duc de Westminster.
Il a précédemment siégé aux conseils d'administration de plusieurs organismes statutaires, organisations caritatives et entreprises au niveau fédéral et de l'État, y compris, juste après les Jeux olympiques de 2000, la filiale australienne de la société de relations publiques Burson-Marsteller. 